# Vršatské Podhradie
Vršatské Podhradie (allemand : Löwenstein, hongrois : Oroszlánkő) est un village de Slovaquie situé dans la région de Trenčín.

## Histoire
La première mention écrite du village date de 1439.

## Démographie

### Évolution de la population
| Année:               | 1994. | 2004.    | 2014.   | 2024.   |
| -------------------- | ----- | -------- | ------- | ------- |
| Nombre de personnes: | 283   | 249      | 238     | 217     |
| Différence:          |       | -12,01 % | -4,41 % | -8,82 % |

| Année:               | 2023. | 2024.   |
| -------------------- | ----- | ------- |
| Nombre de personnes: | 216   | 217     |
| Différence:          |       | +0,46 % |